# Kerning

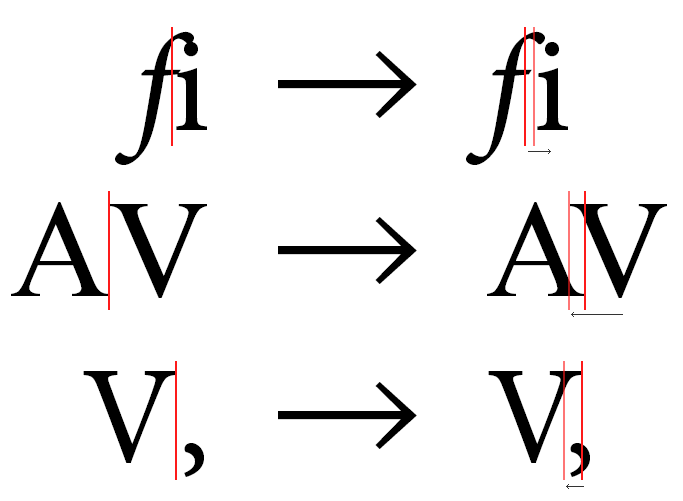
Okernade teckenpar till vänster och kernade teckenpar till höger. Observera skillnaderna i teckenmellanrummen, som är utmärkta med röda streck.

Kerning (uttalas med hårt k: [kö:'rning]) är inom typografi den minskning, eller ibland ökning, som görs mellan bokstavspar för att behålla en god ordbild och därmed underlätta läsningen. I ett gott kernat teckensnitt upplevs bokstavsmellanrummen mellan varje tecken som lika.
Kerning bör inte förväxlas med spärrning eller knipning, som istället avser att öka och minska avståndet mellan samtliga tecken i ett ord eller i en mening.
I de flesta teckensnitt finns information om kerningsavstånden beräknat och inbäddat, men i praktiken kan det ändå finnas behov av att ändra teckenavståndet.
Förr, då blytyper användes, var det svårt att ändra kerningsavståndet mellan två tecken (särskilt mellan f och i, som visas i bilden). Därför började man gjuta två eller flera tecken på en och samma blytyp, så kallade ligaturer.